# Aunque no te pueda ver
«Aunque no te pueda ver» es una balada y el primer sencillo interpretada por el cantautor español Álex Ubago, incluida en su segundo álbum de estudio Fantasía o realidad (2003).
La letra habla de una persona se fue de la vida de otra persona sin dejar rastro alguno y causando pena y dolor de la persona afectada.

## Historia
Esta canción fue lanzada como sencillo en el año 2001 y existen solo 1 versión: 
- En 2022, Álex Ubago lanzó una versión a dúo con la agrupación mexicana Matisse para su álbum recopilatorio 20 años.[4]

También la canción ocupó los primeros lugares en las listas de México y Argentina países donde además fue certificado con discos de platino y oro por sus altas ventas, mientras que en España fue certificado con disco de diamante.

## Posicionamiento en listas
| Listas (2003-2004)               | Máxima posición |
| -------------------------------- | --------------- |
| Argentina (Notimex)              | 1               |
| Chile (Notimex)                  | 2               |
| Colombia (Monitor Latino)        | 17              |
| España (PROMUSICAE)              | 3               |
| España (Los 40 Principales)      | 5               |
| Estados Unidos (Hot Latin Songs) | 45              |
| México (AMPROFON)                | 12              |
| México (Monitor Latino)          | 10              |
| Perú (Top 100 Chart)             | 34              |
| Panamá (Notimex)                 | 5               |
| Uruguay (Notimex)                | 1               |
| Venezuela (Notimex)              | 1               |

## Certificaciones
| País      | Organismo certificador | Certificación | Ventas certificadas | Ref.  |
| --------- | ---------------------- | ------------- | ------------------- | ----- |
| Argentina | CAPIF                  | 3X Oro        | 27,000              |       |
| España    | PROMUSICAE             | 3X Diamante   | 77,000              |       |
| México    | AMPROFON               | 2X Platino    | 80,000              | [ 9 ] |